# Bakterie kwasu octowego
Bakterie kwasu octowego (AAB – ang. acetic acid bacteria) – bezwzględnie tlenowe gramujemne bakterie należące w większości do rodziny Acetobacteraceae, pozyskujące energię z niecałkowitego utlenienia wielu substratów, głównie alkoholi, cukrów i innych polioli.

## Systematyka
Obecnie do bakterii kwasu octowego zalicza się ponad 14 rodzajów proteobakterii z rodziny Acetobacteraceae: Acetobacter, Gluconobacter, Acidomonas, Gluconacetobacter, Asaia, Kozakia, Swaminathania, Saccharibacter, Neoasaia, Granulibacter, Tanticharoenia, Ameyamaea, Komagataeibacter i Nguyenibacter, co stanowi blisko połowę tej rodziny. Poza tym do grupy tej włączany jest rodzaj Frateuria z rodziny Xanthomonadaceae.
AAB należą do bakterii Gram-ujemnych lub Gram-zmiennych. Nie tworzą form przetrwalnikowych. Przybierają kształt od pałeczkowatego do elipsoidalnego i występują pojedynczo, w parach lub w formie krótkich łańcuszków. Mogą być urzęsione perytrychalnie lub polarnie. Są katalazododatnie i oksydazoujemne.

## Metabolizm
U bakterii kwasu octowego końcowym akceptorem elektronów w łańcuchu oddechowym jest tlen. Wszystkie bakterie octowe poza rodzajem Asaia utleniają etanol do kwasu octowego, przekształcając go najpierw w aldehyd octowy z udziałem dehydrogenazy alkoholowej związanej z błoną, a następnie tworząc z powstałego aldehydu kwas pod wpływem związanej z błoną dehydrogenazy aldehydowej. Proces ten określany jest jako fermentacja octowa. Podobnie inne substraty, poliole, są utleniane do odpowiadających im kwasów lub ketonów przez związane z błoną dehydrogenazy, np. dehydrogenaza sorbitolowa przekształca D-sorbitol w L-sorbozę. U niektórych AAB kwas octowy (oraz inne kwasy) może być dalej utleniany do wody i CO
2 (tzw. nadoksydacja).
AAB katabolizują cukry w szlaku pentozofosforanowym. U niektórych może występować glikoliza, a u produkujących celulozę szczepów Acetobacter i Gluconacetobacter – szlak Entnera-Doudoroffa.
Przerabiając drogą utlenienia substraty na kwasy, bakterie kwasu octowego szybko zakwaszają środowisko, co hamuje wzrost wielu innych konkurencyjnych bakterii. Mają tendencję do tworzenia biofilmów. Mogą one mieć postać błonek, kożuchów, a także tzw. matki octu – galaretowatej lub skórzastej warstwy zawierającej włókna celulozowe, tworzącej się na powierzchni bogatych w substancje odżywcze, niemieszanych roztworów alkoholowych (np. zainfekowanego wina).

## Występowanie
Występują często w środowiskach obfitych w substancje odżywcze, sacharydy, o dużej osmolarności, takich jak owoce, nektar, soki roślin, soki owocowe, cydry, piwa, wina, moszcze i inne słodkie lub alkoholowe napoje, powodując ich psucie. Spotykane zarówno w klimacie tropikalnym, jak i śródziemnomorskim i umiarkowanym.
Do owadów rozprzestrzeniających te bakterie należą pszczoły miodne, komary z rodzaju Anopheles i Aedes oraz muszki owocówki. Mikroorganizmy aktywnie kolonizują różne tkanki i organy tych zwierząt. Na powierzchni octu często spotykane są pływające węgorki octowe należące do nicieni, które zamieszkują uszkodzone owoce, takie jak winogrona czy jabłka. Niewiele jednak wiadomo o ich wpływie na produkcję octu.
Wzrostu AAB nie hamują popularne środki konserwujące jak np. kwas sorbowy, kwas benzoesowy i diwęglan dimetylu, ale są bardzo wrażliwe na pasteryzację. Przy produktach wymagających fermentacji alkoholowej zaleca się ułatwianie jej szybkiego startu, aby powstający CO
2 zredukował aktywność metaboliczną AAB, a także kontrolę procesu napowietrzania i temperatury przechowywania.

## Wykorzystanie
Bakterie kwasu octowego wykorzystywane są m.in. do produkcji octu, kombuczy, L-sorbozy, kwasu glukonowego, proszku kakaowego, deseru nata de coco, napoju pulque, celulozy bakteryjnej (zwłaszcza Gluconacetobacter xylinus), farmaceutyków, kwasu askorbinowego, dihydroksyacetonu i enzymów bakteryjnych. Gatunki z rodzaju Acetobacter i Gluconacetobacter mogą mieć zastosowanie w rolnictwie, np. szczepy Gluconacetobacter diazotrophicus potrafią wiązać azot cząsteczkowy.